# Otton Mieczysław Żukowski
Otton Mieczysław Żukowski (Bełz, 8 tháng 3 năm 1867 – 31 tháng 3 năm 1942) là một nhà soạn nhạc Ba Lan. Ngoài viết nhạc, ông cũng xuất bản nhạc phẩm cho dàn hợp xướng nam và nam-nữ.